# William Borland
William Borland (* 8. November 1996 in East Calder, West Lothian) ist ein schottischer Dartspieler.

## Karriere
William Borland spielte mit 19 Jahren erstmals Turniere auf der PDC Development Tour, dort erreichte er zweimal ein Achtelfinale. Sein Debüt bei einem Major-Turnier gab er 2017 beim World Masters. Borland konnte sich über die Playoffs für die BDO World Trophy 2018 qualifizieren und in der ersten Runde Conan Whitehead überraschend mit 6:1 besiegen. Im Achtelfinale schied er gegen Jim Williams aus. Durch zwei weitere Viertelfinalteilnahmen auf der Development Tour qualifizierte sich Borland für die PDC World Youth Championship 2018, schied jedoch in der Vorrunde bereits aus. 2019 nahm er an der PDC Qualifying School teil, erspielte sich allerdings keine Tourkarte. Sein Debüt auf der European Darts Tour gab Borland bei den European Darts Open 2019. Dort schied er jedoch in der ersten Runde gegen den Tschechen Pavel Jirkal aus. Auch bei den Czech Darts Open 2019 war für Borland in der ersten Runde Schluss. Bei den PDC World Youth Championship 2019 konnte der Schotte das Viertelfinale erreichen. Zu Beginn des Jahres 2020 nahm Borland erneut an der Q-School teil und konnte sich dieses Mal eine Tourkarte sichern. Bei seinem Debüt bei den UK Open 2020 konnte er sich in die vierte Runde spielen. Durch gute Ergebnisse bei den Players Championships 2020 konnte er sich auch für die Players Championship Finals 2020 qualifizieren, dort unterlag er in der ersten Runde dem Engländer Ian White.
Bei der WM 2022 warf Borland in der ersten Runde gegen Bradley Brooks, als erster Spieler der WM-Geschichte, im entscheidenden Leg einen Neun-Darter. Dennoch verlor er Ende des Jahres seine Tour Card, womit er bei der Q-School 2023 teilnehmen musste. Er startete dabei in der Final Stage, blieb jedoch ohne Punkt für die Rangliste. Seitdem spielt er Turniere auf der PDC Challenge Tour und konnte dort ein Finale erreichen.
Bei der Q-School 2024 ging Borland wieder an den Start und qualifizierte sich dabei mit vier Siegen als letzter Spieler für die Final Stage. In dieser zog er gleich am ersten Tag ins Finale ein, scheiterte dort aber mit 4:6 an Steve Lennon. Mit insgesamt neun Punkten sicherte er sich dennoch eine Tour Card über die Rangliste.

## Weltmeisterschaftsresultate

### PDC-Jugend
- 2018: Gruppenphase (5:4-Sieg gegen  Justin Smith und 1:5-Niederlage gegen  George Gardner)
- 2019: Achtelfinale (5:6-Niederlage gegen  Ted Evetts)
- 2020: Achtelfinale (4:6-Niederlage gegen  Bradley Brooks)

### PDC
- 2022: 2. Runde (0:3-Niederlage gegen  Ryan Searle)

## Turnierergebnisse
| Turnier                     | 2017               | 2018               | 2019                           | 2020                           | 2021                           | 2022                           | 2023                           | 2024                           | 2025                           |
| --------------------------- | ------------------ | ------------------ | ------------------------------ | ------------------------------ | ------------------------------ | ------------------------------ | ------------------------------ | ------------------------------ | ------------------------------ |
| BDO-Major-Turniere          |                    |                    |                                |                                |                                |                                |                                |                                |                                |
| World Trophy                | n/q                | AF                 | n/t                            | nicht ausgetragen              | nicht ausgetragen              | nicht ausgetragen              | nicht ausgetragen              | nicht ausgetragen              | nicht ausgetragen              |
| World Masters               | 4R                 | n/t                | n/t                            | n/a                            | n/a                            | n/t                            | n/a                            | n/t                            | n/a                            |
| PDC-Ranking-Turniere        |                    |                    |                                |                                |                                |                                |                                |                                |                                |
| Weltmeisterschaft           | nicht qualifiziert | nicht qualifiziert | nicht qualifiziert             | nicht qualifiziert             | nicht qualifiziert             | 2R                             | nicht qualifiziert             | nicht qualifiziert             | nicht qualifiziert             |
| World Masters               | nicht ausgetragen  | nicht ausgetragen  | nicht ausgetragen              | nicht ausgetragen              | nicht ausgetragen              | nicht ausgetragen              | nicht ausgetragen              | nicht ausgetragen              | 1R                             |
| UK Open                     | n/t                | n/t                | n/q                            | 4R                             | 2R                             | 4R                             | n/q                            | 1R                             | 4R                             |
| European Championship       | n/t                | n/t                | n/q                            | n/q                            | AF                             | n/q                            | n/t                            | n/t                            |                                |
| Players Championship Finals | n/t                | n/t                | n/q                            | 1R                             | 1R                             | nicht qualifiziert             | nicht qualifiziert             | nicht qualifiziert             |                                |
| Karrierestatistiken         |                    |                    |                                |                                |                                |                                |                                |                                |                                |
| Jahresendplatzierung        | 692                | 126                | 170                            | 97                             | 65                             | 72                             | –                              | 128                            |                                |
| Verband                     | BDO                | BDO                | Professional Darts Corporation | Professional Darts Corporation | Professional Darts Corporation | Professional Darts Corporation | Professional Darts Corporation | Professional Darts Corporation | Professional Darts Corporation |

| Legende zu den Turnierergebnissen | Legende zu den Turnierergebnissen | Legende zu den Turnierergebnissen | Legende zu den Turnierergebnissen | Legende zu den Turnierergebnissen | Legende zu den Turnierergebnissen | Legende zu den Turnierergebnissen | Legende zu den Turnierergebnissen | Legende zu den Turnierergebnissen | Legende zu den Turnierergebnissen |
| --------------------------------- | --------------------------------- | --------------------------------- | --------------------------------- | --------------------------------- | --------------------------------- | --------------------------------- | --------------------------------- | --------------------------------- | --------------------------------- |
| n/t                               | nicht teilgenommen                | n/q                               | nicht qualifiziert                | n/a                               | nicht ausgetragen                 | #R                                | Aus in jeweiliger Runde           | GP                                | Aus in der Gruppenphase           |
| AF                                | Achtelfinalist                    | VF                                | Viertelfinalist                   | HF                                | Halbfinalist                      | F                                 | Turnierfinalist                   | S                                 | Turniersieger                     |